# Cologne Bears
| Ewige GFL Bilanz | Ewige GFL Bilanz | Ewige GFL Bilanz | Ewige GFL Bilanz | Ewige GFL Bilanz | Ewige GFL Bilanz | Ewige GFL Bilanz | Ewige GFL Bilanz | Ewige GFL Bilanz | Ewige GFL Bilanz | Ewige GFL Bilanz | Ewige GFL Bilanz |
| Jahr             | Gesamt           | Gesamt           | Gesamt           | Heim             | Heim             | Heim             | Ausw.            | Ausw.            | Ausw.            | TD-Verhältnis    |                  |
| Jahr             | S                | N                | U                | S                | N                | U                | S                | N                | U                | TD-Verhältnis    |                  |
| ---------------- | ---------------- | ---------------- | ---------------- | ---------------- | ---------------- | ---------------- | ---------------- | ---------------- | ---------------- | ---------------- | ---------------- |
| 1992             | 0                | 12               | 0                | 0                | 6                | 0                | 0                | 6                | 0                | 108 : 395        |                  |
| Gesamt           | 0                | 12               | 0                | 0                | 6                | 0                | 0                | 6                | 0                | 108 : 395        |                  |

Die Cologne Bears waren von ihrer Gründung 1987 bis zu ihrer Auflösung 1994 ein American-Football-Verein in Köln.

## Geschichte

### Gründung 1987
Die Cologne Bears wurden am 10. Dezember 1987 im Kölner Stadtteil Ehrenfeld mit 28 Mitgliedern gegründet. Die Aufnahme in den American-Football-Verband Deutschland (AFVD) erfolgte 40 Tage später.

### Landesliga West 1988
Die Cologne Bears nahmen im ersten Jahr ihres Bestehens direkt am Spielbetrieb der American-Football-Landesliga West teil. Dies war möglich, da die vom Verband geforderte Mannschaftsstärke von 30 Mann, davon 15 mit Ligaerfahrung, gestellt werden konnte. Die neu gegründete Mannschaft beendete die Saison 1988 auf dem ersten Platz und erreichte den damit verbundenen Aufstieg in die American-Football-Verbandsliga West.

### Verbandsliga West 1989
1989 gelang eine perfekte Saison, in der alle Spiele gewonnen wurden. Dies bedeutete den ersten Platz und den erneuten Aufstieg in die American-Football-Regionalliga West. Zum Saisonabschluss nahmen die Cologne Bears noch an einem internationalen Turnier im französischen Lyon teil. Der „Liberty Bowl“ konnte durch Siege über den Schweizer Meister Bern Grizzlies und den Gastgeber, die Villeurbanne Samourais aus der französischen ersten Liga, errungen werden.

### Regionalliga West 1990
Auch das Jahr 1990 in der American-Football-Regionalliga West war sportlich erfolgreich. Es gelang erneut eine Saison ohne Niederlage, gleichbedeutend mit dem ersten Tabellenplatz. Durch eine Ligareform im darauf folgenden Jahr, bei der die 1. Bundesliga von vier auf zwei Gruppen verkleinert wurde, war allerdings kein direkter Aufstieg in die höchste Spielklasse möglich. Deswegen traten die Cologne Bears im Jahr danach in der neu formierten 2. Bundesliga West an (heute GFL 2). Ein weiter Erfolg 1990 war der Gewinn des NRW-Pokals durch einen 22:14-Sieg gegen die Tecklenburg Silverbacks.

### 2. Bundesliga West 1991
In der Saison 1991 erreichten die Cologne Bears mit nur einer Niederlage den ersten Platz in der 2. Bundesliga West. Damit gelang den Bears der Aufstieg in die höchste deutsche Spielklasse, die 1. Bundesliga (heute GFL). Die Cologne Bears waren damit die erste Mannschaft, die den direkten „Durchmarsch“ von der untersten in die oberste Spielklasse des American Football in Deutschland geschafft hatte. Den Saisonabschluss 1991 bildeten Siege im selber ausgerichteten „Bears Bowl“ und im „Cambodunum Cup“ der Kempten Comets (heute Allgäu Comets).

### 1. Bundesliga Nord 1992
Der Verein und sein Umfeld konnte mit den schnellen sportlichen Erfolgen der Mannschaft nicht Schritt halten. Die Saison 1992 in der 1. Bundesliga Nord wurde trotz hohem kämpferischen Einsatz und deutlichen Verstärkungen durch Spieler der zuvor aufgelösten Red Barons Cologne zum Desaster. Mängel auf Trainer- und Schlüsselspielerpositionen führten zu einer Saison ohne einen einzigen Spielerfolg. Am Ende der Saison 1992 stiegen die Cologne Bears als Letzter der Gruppe Nord in die 2. Bundesliga West ab. Immerhin konnten zum Saisonabschluss auch in diesem Jahr der „Bears Bowl“ und der „Cambodunum Cup“ gewonnen werden.

### 2. Bundesliga West 1993
1993 konnte der Kern der Mannschaft erhalten und die Positionen des Cheftrainers und des Quarterbacks neu besetzt werden. Dies führte zu einer starken Saisonleistung ohne Niederlage und dem Erreichen des ersten Platzes in der 2. Bundesliga West. Durch eine erneute Ligareform reichte der erste Platz jedoch nicht mehr für den direkten Aufstieg in die 1. Bundesliga. So kam es zum Showdown gegen den Ersten aus der 2. Bundesliga Nord, die Braunschweig Lions. Nach Hin- und Rückspielen vor großer Kulisse entschieden am Ende nur knappe zwei Punkte über den Aufstieg zugunsten der Lions, welche in den Jahren danach zum deutschen Serienmeister avancierten.

### Auflösung 1994
Trotz eines knappen Sieges von 13:12 im letzten Spiel gegen die Braunschweig Lions und der starken Saisonleistung 1993 bedeutete das Verpassen des Aufstiegs in die 1. Bundesliga für die Cologne Bears das Aus. Sponsoren, die von einem Aufstieg in die erste Liga ausgegangen waren, sprangen ab. Finanziell am Ende, brach die Mannschaft Anfang 1994 auseinander.

### Veteran Bowl 2010
Anfang 2010 erfolgte der Aufruf zu einem besonderen Vorhaben: Möglichst viele Veteranen der Cologne Bears sollten für ein letztes Spiel begeistert werden. Insgesamt 44 ehemalige Spieler sagten schließlich „Ich bin dabei“. Viele davon hatten seit über 15 Jahren keine American-Football-Ausrüstung mehr getragen, fast alle waren weit über 40 Jahre alt.
Am Samstag, den 23. Oktober 2010, fand dann in Köln der „Veteran Bowl“ statt. Die Cologne Bears Veterans stellten sich der Herausforderung, vor 1500 Zuschauern gegen das aktuelle Team des alten Stadtrivalen Cologne Crocodiles anzutreten. Die zahlenmäßig überlegenen Cologne Bears unterlagen letztendlich der deutlich jüngeren und wesentlich besser eingespielten Mannschaft der Cologne Crocodiles. Für die meisten Spieler der Cologne Bears zählte an diesem Abend aber nicht das Endergebnis des Spiels, sondern die Tatsache, dass man es geschafft hatte nach so vielen Jahren die Mannschaft noch einmal zusammenzubringen.
Der Veteran Bowl wurde im Rahmen einer Benefizveranstaltung für die Deutsche Knochenmarkspenderdatei ausgeführt. Während des Spiels nutzten zahlreiche Zuschauer die Möglichkeit, sich als potentieller Knochenmarkspender registrieren zu lassen. Auch vor diesem Hintergrund war die Veranstaltung ein Erfolg.

## Übersicht aller Erfolge
- Erster Landesliga West und Aufstieg 1988
- Erster Verbandsliga West und Aufstieg 1989
- Sieger im Liberty Bowl in Lyon, Frankreich 1989
- Erster Regionalliga West 1990
- NRW-Pokal-Sieger 1990
- Erster 2. Bundesliga West und Aufstieg 1991
- Sieger im Bears Bowl 1991
- Sieger im Kempten Bowl 1991
- Teilnahme in der 1. Bundesliga Nord 1992
- Sieger im Bears Bowl 1992
- Sieger im Kempten Bowl 1992
- Erster 2. Bundesliga West 1993
- Zweiter im Veteran Bowl 2010